# Náuas Esporte Clube
Il Náuas Esporte Clube, noto anche semplicemente come Náuas, è una società calcistica brasiliana con sede nella città di Cruzeiro do Sul, nello stato dell'Acre.

## Storia
Il club è stato fondato il 19 ottobre 1923. Il Náuas è il secondo più antico club dell'Acre, preceduto soltanto dal Rio Branco, che è stato fondato nel 1919. Nel 2008, il club è diventato professionistico, e ha partecipato per la prima volta al Campionato Acriano. Ha partecipato al Campeonato Brasileiro Série D nel 2010, dove è stato eliminato alla prima fase.